# Ömer Yurtseven
Ömer Yurtseven (Taskent, 19 de junio de 1998) es un baloncestista uzbeko, con nacionalidad turca, que pertenece a la plantilla del Panathinaikos de la A1 Ethniki. Con 2,11 metros de estatura, juega en la posición de pívot.

## Trayectoria deportiva

### Primeros años
En agosto de 2013 firmó contrato con el Fenerbahçe con el que debutó en la TBL y en Euroliga.
Al año siguiente su equipo alcanzó por vez primera en su historia la Final Four de la Euroliga, pero cayeron derrotados en la semifinal ante el Real Madrid.

### Universidad
El 15 de febrero de 2016, decidió abandonar el club turco para jugar en los NC State Wolfpack, donde permaneció dos temporadas, en las que promedió 10,54 puntos y 5,8 rebotes por partido. En la segunda de ellas fue incluido en el tercer mejor quinteto de la Atlantic Coast Conference.
El 16 de abril de 2018 anunció que iba a ser transferido a los Hoyas de la Universidad de Georgetown, donde tras cumplir el año en blanco que imponía la NCAA, jugó una temporada en la que promedió 15,5 puntos y 9,8 rebotes por partido, tras la cual anunció su intención de renunciar al año que le quedaba para entrar en el Draft de la NBA.

#### Estadísticas
| Año     | Equipo     | PJ       | PT       | MPP      | %TC      | %3P      | %TL      | RPP      | APP      | ROB      | TPP      | PPP      |
| ------- | ---------- | -------- | -------- | -------- | -------- | -------- | -------- | -------- | -------- | -------- | -------- | -------- |
| 2016–17 | NC State   | 22       | 14       | 18.9     | .457     | .333     | .719     | 4.4      | 1.2      | .2       | .7       | 5.9      |
| 2017–18 | NC State   | 33       | 22       | 23.8     | .572     | .500     | .613     | 6.7      | .5       | .5       | 1.8      | 13.5     |
| 2018–19 | Georgetown | Redshirt | Redshirt | Redshirt | Redshirt | Redshirt | Redshirt | Redshirt | Redshirt | Redshirt | Redshirt | Redshirt |
| 2019–20 | Georgetown | 26       | 25       | 27.3     | .534     | .214     | .753     | 9.8      | 1.2      | .5       | 1.5      | 15.5     |
| Total   | Total      | 81       | 61       | 23.6     | .539     | .426     | .693     | 7.1      | .9       | .4       | 1.4      | 12.1     |

### Profesional
Tras no ser elegido en el Draft de la NBA de 2020, el 8 de diciembre firmó contrato con Oklahoma City Thunder, pero fue despedido al día siguiente. El 28 de enero fue incluido en la plantilla de los Oklahoma City Blue, filial de los Thunder en la G League.
El 14 de mayo de 2021 firmó contrato con los Miami Heat hasta el final de la temporada. En agosto renovó contrato por dos temporadas y 3,5 millones de dólares.
Tras dos temporadas en Miami, el 17 de julio de 2023 firma contrato con Utah Jazz.
Después de un año en Utah, el 1 de julio de 2024 es cortado por los Jazz. Entonces decide regresar a Europa y el 30 de agosto firma por el Panathinaikos griego.

### Selección nacional
Ha sido internacional con las selecciones júnior de Turquía.
Disputó dos años seguidos (2013 y 2014) el EuroBasket Sub-16 finalizando en séptima y cuarta posición respectivamente.
En agosto de 2015 fue plata en el EuroBasket Sub-18 de Grecia.
En 2016, conseguiría la medalla de bronce con la selección turca en el Europeo Sub-20 disputado en Finlandia, siendo incluido en el mejor quinteto del torneo.
Al año siguiente, en 2017, finalizó en novena posición del Europeo Sub-20 disputado en Grecia.
A pesar de ello, nunca ha formado parte de la selección absoluta de Turquía.

## Estadísticas de su carrera en la NBA

### Temporada regular
| Año     | Equipo | PJ  | PT | MPP  | %TC  | %3P  | %TL  | RPP | APP | ROB | TPP | PPP |
| ------- | ------ | --- | -- | ---- | ---- | ---- | ---- | --- | --- | --- | --- | --- |
| 2021-22 | Miami  | 56  | 12 | 12.6 | .526 | .091 | .623 | 5.3 | .9  | .3  | .4  | 5.3 |
| 2022-23 | Miami  | 9   | 0  | 9.2  | .593 | .429 | .833 | 2.6 | .2  | .2  | .2  | 4.4 |
| 2023-24 | Utah   | 48  | 12 | 11.4 | .538 | .208 | .679 | 4.3 | .6  | .2  | .4  | 4.6 |
| Total   | Total  | 113 | 24 | 11.8 | .535 | .214 | .653 | 4.6 | .7  | .2  | .4  | 5.0 |

### Playoffs
| Año   | Equipo | PJ | PT | MPP | %TC  | %3P  | %TL  | RPP | APP | ROB | TPP | PPP |
| ----- | ------ | -- | -- | --- | ---- | ---- | ---- | --- | --- | --- | --- | --- |
| 2022  | Miami  | 9  | 0  | 4.2 | .667 | .000 | .333 | .8  | .3  | .0  | .1  | 2.8 |
| 2023  | Miami  | 8  | 0  | 2.0 | .286 | .000 | –    | .6  | .1  | .0  | .1  | .5  |
| Total | Total  | 17 | 0  | 3.1 | .560 | .000 | .333 | .7  | .2  | .0  | .1  | 1.7 |